# McLaren MP4-22
McLaren MP4-22  je vůz Formule 1 stáje Vodafone McLaren Mercedes, který se účastnil mistrovství světa v roce 2007.

## McLaren
- Model: McLaren MP4-22
- Rok výroby: 2007
- Země původu: Velká Británie
- Konstruktér: Pat Fry, Mike Coughlan
- Debut v F1: Grand Prix Austrálie 2007

## Popis
Vývoj vozu MP4-22 byl zahájen dřív než model MP4-21, monopost z roku 2006, začal kroužit na závodní dráze. První výkresy důležitých aerodynamických prvků, převodovky vznikaly již v prosinci roku 2005. Projekt byl připraven pro simulaci v CFD v březnu 2006 a téměř do konce května se pracovalo v aerodynamickém tunelu.
Konečným produktem byl vůz sestavený z více než 11 000 jednotlivých dílů, které prošli každá jednotlivě zvláštní studií tak aby se maximalizoval její účinek, bez toho aby se ztrácela efektivita. Tak jako každý monopost formule 1, tak i MP4-22 doznal během sezóny několika změn. Jednou z nejvýraznějších změn, která výrazně promluvila do vývoje vozu byl nucený přechod na pneumatiky Bridgestone. Nové pneumatiky s odlišnou strukturou a konstrukcí podstatně ovlivnily vývoj nové aerodynamiky vozu. Tým technického oddělení musel zcela přepracovat přední část vozu.
Monopost byl oceněn cenou pro nejlepší auto roku magazínem autosport.

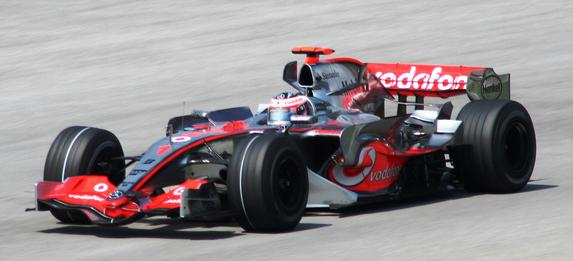
Vůz MP4-22 vítězí v druhém závodě sezóny za volantem Fernando Alonso.
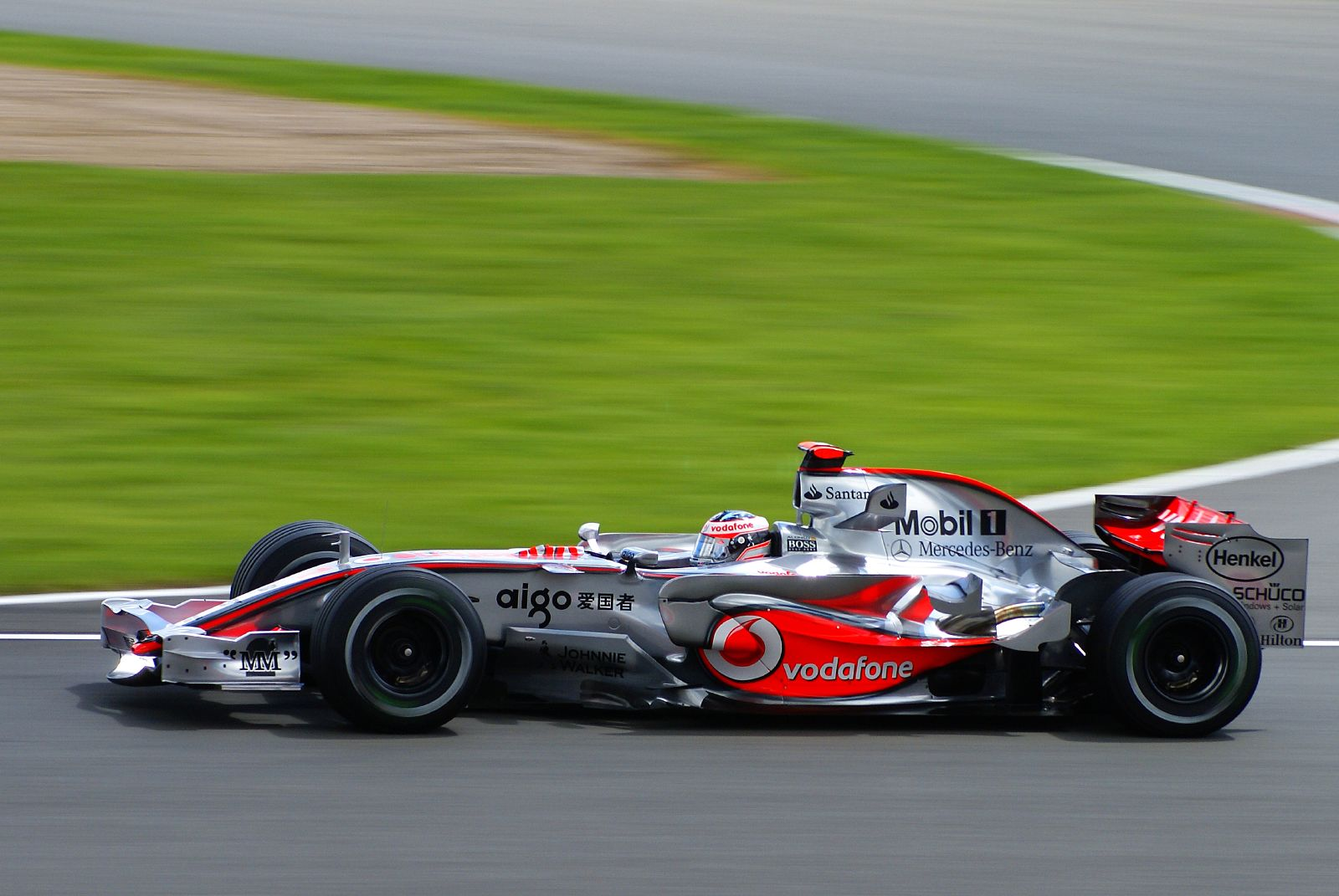
Alonso s vozem MP4-22 při Grand Prix Velké Británie 2007.
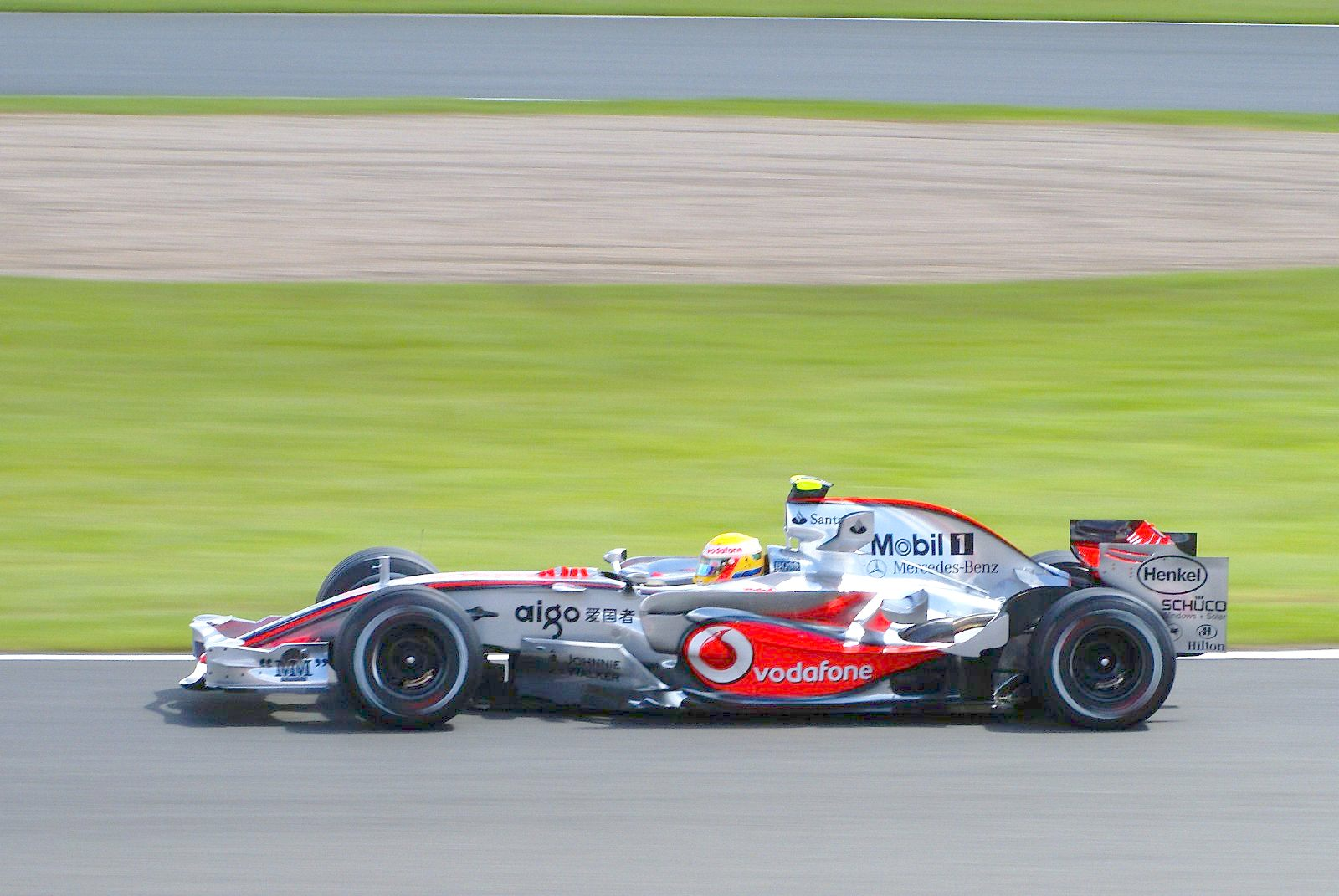
Hamilton s vozem MP4-22 při Grand Prix Velké Británie.

## Kompletní výsledky ve F1
| Legenda k tabulce | Legenda k tabulce                                                                       |
| Barva             | Výsledek                                                                                |
| ----------------- | --------------------------------------------------------------------------------------- |
| Zlatá             | Vítěz                                                                                   |
| Stříbrná          | 2. místo                                                                                |
| Bronzová          | 3. místo                                                                                |
| Zelená            | Bodované umístění                                                                       |
| Modrá             | Nebodované umístění                                                                     |
| Modrá             | Dokončil neklasifikován (NC)                                                            |
| Fialová           | Odstoupil (Ret)                                                                         |
| Červená           | Nekvalifikoval se (DNQ)                                                                 |
| Červená           | Nepředkvalifikoval se (DNPQ)                                                            |
| Černá             | Diskvalifikován (DSQ)                                                                   |
| Bílá              | Nestartoval (DNS)                                                                       |
| Bílá              | Závod zrušen (C)                                                                        |
| Světle modrá      | Pouze trénoval (PO)                                                                     |
| Světle modrá      | Páteční testovací jezdec (TD)                                                           |
| Bez barvy         | Netrénoval (DNP)                                                                        |
| Bez barvy         | Vyřazen (EX)                                                                            |
| Bez barvy         | Nepřijel (DNA)                                                                          |
| Bez barvy         | Odvolal účast (WD)                                                                      |
| Bez barvy         | Nezúčastnil se (prázdné)                                                                |
| Označení          | Význam                                                                                  |
| Tučnost           | Pole position                                                                           |
| Kurzíva           | Nejrychlejší kolo                                                                       |
| †                 | Jezdec nedojel do cíle, ale byl klasifikován, protože odjel více než 90 % délky závodu. |
| ‡                 | Byl udělován poloviční počet bodů, protože bylo odjeto méně než 75 % délky závodu.      |
| Horní index       | Umístění bodujících jezdců ve sprintu                                                   |

| Rok  | Šasi           | Motor                        | Pneu | No. | Jezdci   | 1   | 2   | 3   | 4   | 5   | 6   | 7   | 8   | 9   | 10  | 11  | 12  | 13  | 14  | 15  | 16  | 17  | Body | Umístění |
| ---- | -------------- | ---------------------------- | ---- | --- | -------- | --- | --- | --- | --- | --- | --- | --- | --- | --- | --- | --- | --- | --- | --- | --- | --- | --- | ---- | -------- |
| 2007 | McLaren MP4-22 | Mercedes-Benz FO 108T 2.4 V8 | B    |     |          | AUS | MAL | BHR | ESP | MON | CAN | USA | FRA | GBR | EUR | HUN | TUR | ITA | BEL | JPN | CHN | BRA | -    | DSQ      |
| 2007 | McLaren MP4-22 | Mercedes-Benz FO 108T 2.4 V8 | B    | 1   | Alonso   | 2   | 1   | 5   | 3   | 1   | 7   | 2   | 7   | 2   | 1   | 4   | 3   | 1   | 3   | Ret | 2   | 3   | -    | DSQ      |
| 2007 | McLaren MP4-22 | Mercedes-Benz FO 108T 2.4 V8 | B    | 2   | Hamilton | 3   | 2   | 2   | 2   | 2   | 1   | 1   | 3   | 3   | 9   | 1   | 5   | 2   | 4   | 1   | Ret | 7   | -    | DSQ      |

McLaren vyloučen z pohárů konstruktérů po kauze špionáže u Ferrari.
| Monopost stáje McLaren | Monopost stáje McLaren | Monopost stáje McLaren   |
| ---------------------- | ---------------------- | ------------------------ |
| Předchůdce:            | 2007 McLaren MP4-22    | Nástupce: McLaren MP4-23 |